# Русский Уртем
Русский Уртем (мар. Руш Вуртем) — село в Моркинском районе Республики Марий Эл России. Входит в состав Шиньшинского сельского поселения.

## География
Село находится в юго-восточной части республики, в зоне хвойно-широколиственных лесов, на расстоянии примерно 18 километров (по прямой) к востоку-юго-востоку от посёлка городского типа Морки, административного центра района. Абсолютная высота — 137 метров над уровнем моря.

### Климат
Климат характеризуется как умеренно континентальный, с умеренно холодной снежной зимой и относительно тёплым летом. Среднегодовая температура воздуха — 2,3 °С. Средняя температура воздуха самого тёплого месяца (июля) — 18,2 °C (абсолютный максимум — 38 °C); самого холодного (января) — −13,7 °C (абсолютный минимум — −47 °C). Безморозный период длится с середины мая до середины сентября. Среднегодовое количество атмосферных осадков составляет 491 мм, из которых около 352 мм выпадает в период с апреля по октябрь.

### Часовой пояс
Село Русский Уртем, как и вся Марий Эл, находится в часовой зоне МСК (московское время). Смещение применяемого времени относительно UTC составляет +3:00.

## Население
| 2010 |
| ---- |
| 23   |

### Национальный состав
Согласно результатам переписи 2002 года, в национальной структуре населения русские составляли 60 % из 42 чел., марийцы — 40 %

## Известные уроженцы
- Демпелев Пётр Сергеевич (13 января 1905, Русский Уртем ― 10 января 1976, Минск, Белорусская ССР, СССР) ― советский военный деятель. В годы Великой Отечественной войны ― старший инструктор оргпартработы политотдела 82 отдельного Рестикентского пограничного отряда пограничных войск НКВД Мурманского пограничного округа. Участник Советско-финляндской и Великой Отечественной войн[8].
- Сычёв Александр Фёдорович (26 декабря 1946, Русский Уртем — 15 ноября 1977, Йошкар-Ола, Марийская АССР, СССР) — русский советский поэт, переводчик, журналист, член Союза журналистов СССР с 1973 года. Первый среди русскоязычных поэтов Марий Эл лауреат премии Марийского комсомола имени Олыка Ипая (1976)[9].

## Известные жители
- Вишнякова Елена Петровна (1886—1969) —  русский советский педагог. Заслуженный учитель школы РСФСР (1951). Кавалер ордена Ленина (1949).